# Bernhardsthal
Bernhardsthal är en ort och kommun i Österrike. Den ligger i distriktet Mistelbach i förbundslandet Niederösterreich, 60 kilometer nordost om huvudstaden Wien. Kommunen gränsar i norr och öster till Tjeckien.
Kommunen består av tre orter (Ortschaften) (inom parentes invånarantal 1 januari 2024):
- Bernhardsthal (824)
- Katzelsdorf (367)
- Reintal (394)